# Feira de ciências

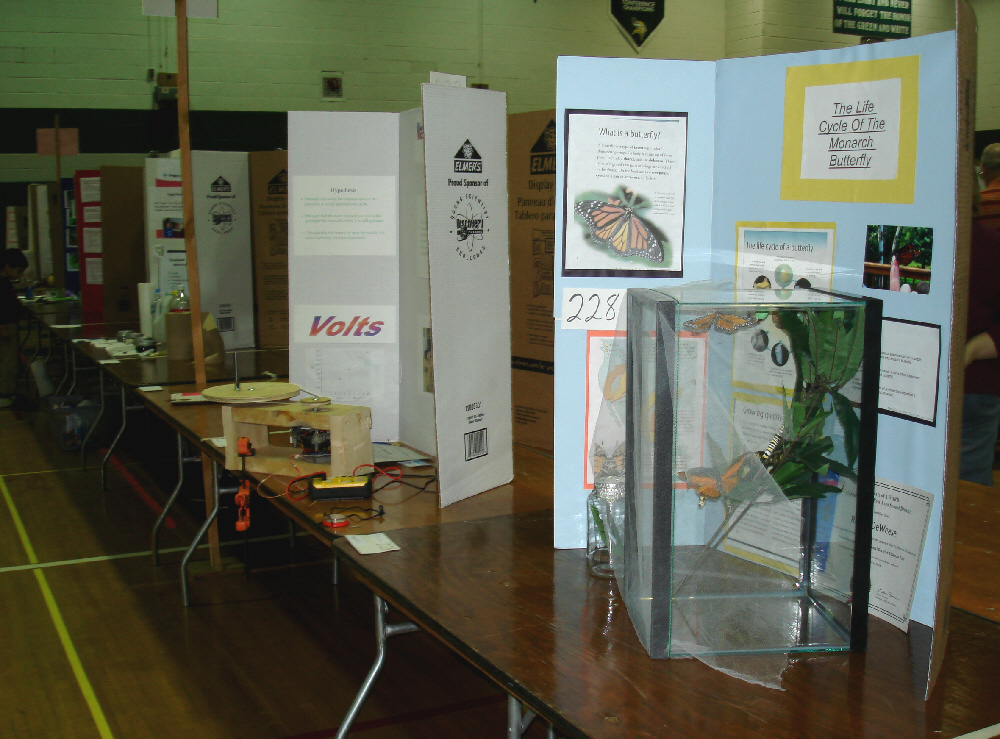
Posteres e montagens exibidas em uma feira de ciências.

O termo feira de ciências refere-se geralmente a um concurso escolar, para alunos de qualquer nível de ensino, e que envolve uma exposição pública de projetos científicos de sua escolha. Os projetos e exposições são julgados por um júri, e alguns trabalhos são premiados.